# Руайе, Николь
Николь Руайе (фр. Nicole Royer, род. 30 марта 1973) — французская профессиональная велогонщица, выступавшая в 1989–1998 годах. Она представляла клуб CRCL (Club de Cyclisme de la Région de Limoges) и участвовала в ряде региональных и международных гонок.

## Достижения
Николь Руайе активно участвовала в велогонках в конце 1980-х и 1990-х годах, преимущественно на региональном уровне во Франции. Её карьера включает множество побед и призовых мест в соревнованиях, проводимых в регионе Лимузен и других частях Франции.
1989
- Чемпионат академии среди кадетов, колледж Амбазак

1990
- Ош, генеральная классификация среди юниоров
- Ла-Сутеррен, генеральная классификация среди юниоров
- Чемпионат Лимузена среди юниоров
- Шарру, генеральная классификация
- Руссак[англ.], генеральная классификация
- 4-я в отборочной гонке Клермон-Ферран-Лимож
- 6-я в Ла-Сутеррен
- 10-я в Эймутье-Ле-Мако

1991
- Клюнья, генеральная классификация
- Миним Сен-Лоран Ле Эглиз, критериум
- 7-я в Кадожаке

1992
- Сент-Илер-Ле-Плас[англ.], генеральная классификация среди кадетов
- Сен-Прьест-Лигур[англ.], генеральная классификация среди кадетов
- Сен-Мишель Гар, генеральная классификация
- Эгюранд, генеральная классификация
- Рейи, генеральная классификация
- Вейр лес Роз, генеральная классификация
- Сен-Матье Пон-де-Шантелуб Коммуна Шампньерс, региональный критериум
- Нантья, генеральная классификация
- Сент-Илер-ле-Плас
- 4-я в Бол Д’Ор
- 4-я в классификационной гонке UC Condat
- 7-я во 2-м этапе Тура де Тарн-и-Гаронна
- 8-я в 3-м этапе Тура де Тарн-и-Гаронна

1993
- Вейр лес Роз, генеральная классификация
- классификационная гонка AC Rilhac Rancon
- Ла-Сутеррен Приз де ла Гар, генеральная классификация
- Ронд Феминин де Разес
- Чемпионат Лимузена
- 6-я в Кадожаке
- 6-я на 1-м этапе в Кадожаке
- 8-я на 2-м этапе в Кадожаке

1994
- Ронд Феминин де Разес
- Сен-Мартен-Л'ар[англ.], генеральная классификация
- Чемпионат Лимузена, индивидуальная гонка
- Чемпионат Лимузена

1995
- Сен-Леонар Сите-дю-Брей, генеральная классификация
- Нерсийак, генеральная классификация
- Шамнетри[англ.], генеральная классификация
- Сен-Морис Генсей, генеральная классификация
- Чемпионат Лимузена, индивидуальная гонка
- Орлут, генеральная классификация
- Шатене Сен-Дени-де-Мурс, генеральная классификация
- Лимузен, критериум
- Чемпионат Лимузена, групповая гонка
- 4-я в Луе Сабле
- 7-я в Луе

1996
- Разак-сюр-л’Иль, генеральная классификация
- Лимузен, критериум
- Чемпионат Лимузена
- 1-й этап Тура Лимузена
- Сулор Обиск
- 5-я в Седероне[англ.]
- 5-я в Ла Флеш Гасконь
- 6-я в 4-м этапе Тура Лимузена
- 6-я в Призе города Монт-Пюжоль
- 7-я в Туре кантона де Конкес
- 8-я в Туре Лимузена
- 8-я в Тригере[англ.]
- 9-я в Разак-сюр-л’Иль
- 9-я в 2-м этапе Тура Лимузена
- 10-я в Тур де ла Дром[4]

1997
- Чемпионат Лимузена[5][6][7]
- Конк
- Тур Лимузена[8]
- Сен-Сорнен-Лавольп
- 4-я в Туре Вандеи
- 4-я в Тур де ла Дром
- 6-я в Призе города Монт-Пюжоль
- 6-я в Вильконталь
- 6-я в 1-м этапе Туре Лимузена
- 7-я в Ронде Аквитании
- 7-я в 2-м этапе Туре Лимузена
- 8-я в 3-м этапе Тура Верхней Гаронны
- 8-я в 3-м этапе Туре Лимузена
- 8-я в 2-м этапе Ронде Аквитании
- 8-я в 1-м этапе Ронде Аквитании
- 9-я в Туре Лимузена
- 9-я в Рут Вандеи
- 10-я в этапе Тура де ла Дром

1998
- Ронд дю Перигор
- 5-я в 3-м этапе Ронд дю Перигор
- 7-я в 2-м этапе Ронд дю Перигор